# 貝爾希謝什蒂鄉
47°32′N 26°02′E / 47.533°N 26.033°E
貝爾希謝什蒂鄉（羅馬尼亞語：Comuna Berchișești, Suceava），是羅馬尼亞的鄉份，位於該國東北部，由蘇恰瓦縣負責管轄，面積17平方公里，海拔高度474米，2007年人口2,851，人口密度每平方公里171人。